# Włodzimierz Grzesik
Włodzimierz Grzesik, ps. „Główka” (ur. 4 stycznia 1948 w Pysznicy) – polski wokalista rockowy, wywodzący się z wrocławskiego środowiska muzycznego, pianista, programista. Przeszedł na emeryturę.

## Życiorys
Studiował filologię klasyczną w Instytucie Studiów Klasycznych, Śródziemnomorskich i Orientalnych Uniwersytetu Wrocławskiego. Debiutował w latach 60. w amatorskich grupach big beatowych w tym m.in. w zespole Sezam 65 z Bogatyni, który zdobył pewną popularność na terenie Dolnego Śląska. Następnie był wokalistą wrocławskich zespołów rockowych: Nurt (1974–1975), Studio (1975), Muzyczna Spółka Akcyjna 1111 (1976–1977; ma na swym koncie m.in. występ z formacją na Pop Session w Sopocie), Projekt (1977–1978) i Arbiter Elegantiarum (1979–1980). W 1981 roku wyemigrował do Hamburga, a następnie do Stanów Zjednoczonych (San Francisco, Seattle), gdzie w latach 1985–1987 studiował śpiew, fortepian i teorię muzyki na wydziale muzycznym w Hayward Community Colllege w Kalifornii. Pracował m.in. w firmie Boeing jako programista automatycznych obrabiarek na wydziale Space and Defence System Group w Kent w Seattle. Jest także absolwentem Information Technology na Bellevue Community College ze specjalnością C++programming. W 2004 roku powrócił do Polski i przeszedł na emeryturę. Obecnie tylko sporadycznie bierze udział w jam sessions we wrocławskich klubach muzycznych.